# Гарсія II (граф Кастилії)
Гарсія II Інфант (*García II Sánchez el Infante, 1010 —13 травня 1029) — граф Кастилії й Алави у 1017—1029 роках.

## Життєпис
Походив з роду Лара. Син Санчо I, графа Кастилії і Алави, та Урраки Гомес. Рано втратив батька. У 1017 році після смерті останнього номінально став графом.
Поки Гарсія II був дитиною, Кастилією і Алавою правили регенти з-поміж знаті та його стрийна абатиса Уррака. Також великий вплив на справи мав Санчо III, король Наварри, одружений на кастильського графа. У 1018 році регент зумів захопити графства Рібагорса.
Ставши повнолітнім у 1028 році, Гарсія II вирушив до Леону свататися до інфанти Санчи (доньки Альфонсо V, короля Леону), і був там убитий у 1029 році братами Родріго і Ініго Вела, ймовірно, за наказом Санчо III Наваррського, який став фактичним правителем Кастилії. Поховано в монастирі Сан-Сальвадор-де-Онья. Владу успадкувала сестра Муньядона.